# 晚期资本主义
晚期资本主义（英語：Late capitalism）是一个经济学术语，最早由德国经济学家维尔纳·桑巴特在20世纪初以德语发表。到了2010年代后期，该术语开始在美国和加拿大被用来指代公司资本主义。
晚期资本主义指的是1940年以来的历史时期，包括二战后的经济奇迹。在进入英语世界前，这一术语在欧洲大陆已经存在了很长时间，并通过埃內斯特·曼德爾的著作《晚期资本主义》于1975年出版的英语翻译版而广泛传播。
曼德尔作品的德语原版副标题是“尝试解释”，意指曼德尔试图依据卡尔·马克思的资本主义生产方式理论，为战后时代的经济发展提供一个正统马克思主义的解释。曼德尔认为，在二战期间及之后，资本主义体系内部发生了重要的质变，并且资本主义的发展是有限度的。